# O Hyok-chol
O Hyok-chol (tiếng Hàn Quốc: 오혁철 ; sinh ngày 2 tháng 8 năm 1991) là một cầu thủ bóng đá chuyên nghiệp CHDCND Triều Tiên hiện đang thi đấu ở vị trí tiền vệ cánh phải cho câu lạc bộ April 25 SC.

## Bàn thắng quốc tế
.Tỷ số và kết quả liệt kê bàn thắng đầu tiên của CHDCND Triều Tiên, cột điểm cho biết điểm số sau mỗi bàn thắng của Hyok-chol.
| #  | Thời gian            | Địa điểm                                          | Đối thủ   | Ghi bàn | Kết quả | Giải đấu                |
| -- | -------------------- | ------------------------------------------------- | --------- | ------- | ------- | ----------------------- |
| 1. | 13 tháng 11 năm 2014 | Sân vận động Thành phố Đài Bắc, Đài Bắc, Đài Loan | Hồng Kông | 2–0     | 2–1     | Cúp bóng đá Đông Á 2015 |